# Лебедь, Леонид Викторович
Леонид Викторович Лебедь (укр. Леонід Вікторович Лебедь) (? — ?) — председатель исполкома Киевского городского совета депутатов трудящихся.

## Биография
Член ВКП(б). С 24 апреля по август 1941 был секретарём Киевского городского комитета КП(б)У по лёгкой и местной промышленности. После освобождения Киева, с декабря 1943 до 29 июня 1944 являлся председателем исполнительного комитета Киевского городского совета депутатов трудящихся. В его каденции начались массовые работы по восстановлению Крещатика, были приняты постановления по возобновлению работы Киевской киностудии и организации Софийского заповедника. Снят с должности, как не оправдавший себя на доверенной работе. Дальнейшая судьба неизвестна.